# Blind Connie Williams
"Blind" Connie Williams (1915 - ?) fue un guitarrista y cantante de blues estadounidense que se desempeñó principalmente como músico callejero en Filadelfia, Pensilvania. Grabó únicamente una serie de blues y canciones religiosas en 1961 para el sello Testament.
Williams nació en fecha incierta en 1915 en el sur de Florida, en una familia de granjeros migrantes. Ciego de nacimiento, Williams fue educado en la Escuela de San Petersburgo para Ciegos donde llegó a convertirse en un hábil guitarrista, acordeonista y vocalista. En la década de 1930 comenzó su carrera como artista callejero itinerante, finalmente asentándose en 1935 en las calles de un barrio tradicional afroamericano de Filadelfia, y ocasionalmente viajando a la Ciudad de Nueva York para tocar en el barrio de Harlem. Allí, Williams fue fuertemente influenciado por el estilo de guitarra y voz del Reverendo Gary Davis, con quien solía tocar (sin embargo, el reporte de Davis acerca de las fechas es confuso ya que este no se mudaría a Nueva York sino hasta 1944). El repertorio de Williams comprendió el blues, el folk y el góspel. Si bien tocaba canciones religiosas porque eran de su interés, incurría más frecuentemente en estas que en otros estilos debido a que "la policía raramente lo molestaría si se limitaba a esa clase de material". En cuanto a su impronta estilística, Williams prefería los blues de 8 o 16 compases a la forma más usual de 12, y fue un pionero de la afinación Vestapol haciendo sus progresiones en un Mi abierto. Durante las dos décadas siguientes, Williams continuaría su carrera de artista callejero, viajando considerablemente y actuando solo o junto a otros músicos locales.  Asimismo, un tal Frank Hovington recordó a "Williams cantando con un cuarteto de góspel, debido a que era un visitante frecuente de la Iglesia Metodista Episcopal Africana a la que pertenecía su madre, en Fredricka, Maryland".
En 1961, el folklorista Pete Weilding descubrió a Williams en una de sus funciones mientras tocaba el acordeón. Williams dijo a Weilding que prefería este instrumento debido a su audibilidad eficaz y menor demanda física. Sin embargo, antes de trabajar con Weilding, Williams se volvió a familiarizar con la guitarra, y el 5 de mayo de 1961 Wielding produjo la grabación de 23 canciones de blues y folk de Williams para el sello Testament, donde este hizo todas las partes vocales, de guitarra y acordeón. Dichas grabaciones no fueron editadas hasta 1974, siendo reeditadas en 1995 en Disco Compacto junto a siete pistas inéditas bajo el título de Philadelphia Street Performer Blind Connie Williams: Traditional Blues, Spirituals, and Folksongs.
El año y lugar de la muerte de Williams son inciertas. Existen testimonios de que todavía vivía en 1974, aunque raramente actuaba debido al estado de fragilidad que caracterizó su vejez.

## Discografía
1995, "Philadelphia Street Singer", Testament Records